# Podružnična cerkev
Podružnična cerkev je v kontekstu rimokatoliške cerkve verski objekt, v katerem se bogoslužje praviloma ne izvaja vsak dan, temveč ob določenih praznikih, ob nedeljah ali ob posebnih dogodkih. Podružnična cerkev se nahaja na geografskem območju posamezne župnije, ki je najmanjša upravna enota rimokatoliške cerkve. Bogoslužje v podružničnih cerkvah največkrat izvaja župnik, ki mu je dodeljeno cerkveno območje, v katerem se dotična cerkev nahaja.